# Университет Шри Сатья Саи
Университет Шри Сатья Саи — образовательное учреждение, основанное Сатья Саи Бабой.

## История
Университет Шри Сатья Саи был образован на базе объединения трех колледжей, которые были ранее построены Сатья Саи в Анантапуре, Бриндаване (под Бангалором) и в Прашанти-нилаям в Путтапарти.
Эти три колледжа, носившие ранее название «Институт Высшего образования Шри Сатья Саи», получили статус Университета согласно разделу 3 Постановления Комиссии по университетским грантам 1956 года. Это произошло в 1981 году.

### Женский колледж в Анантапуре
Первым из этих трёх колледжей, послуживших основой Университета, был основан женский колледж в Анантапуре (штат Андхра-Прадеш), который начал свою работу в 1968 году. Кастури, биограф Свами, писал, что когда в июне 1966 года Саи Баба по приглашению преподавательского состава средней школы для девочек этого города был в Анантапуре — крупнейшем городе округа Анантапур и его официальной столице, он увидел трудное положение девочек, вынужденных уезжать далеко от дома, чтобы получить законченное высшее образование, а также увидел сам характер образования, на которое они тратят столько времени и средств. Сатья Саи Баба решил сделать Анантапур средоточием начала коренного преобразования в сфере образования и воспитания, что постепенно приведёт к возрождению Санатаны дхармы (Вечной религии) на благо всего человеческого общества. Женский колледж был торжественно открыт 22 июля 1968 г.
«Помимо учебного плана и контроля за его выполнением, правила колледжа настаивают на участии студенток в общей молитве и медитации. Весь учебный год проводится курс лекций о культурном наследии Индии, активно подчёркивается значение йоги и равновесия ума для физического здоровья и проводятся практические занятия. Студенток приучают избегать оскверняющих ум фильмов ужасов, боевиков и комиксов, одеваться просто и скромно, не носить замысловатых причёсок, привлекающих внимание своей необычностью. Им советуют подражать выдающимся женщинам древней Индии, воспетых в эпосе и „Упанишадах“, равно как и известных из истории.»

### Мужской колледж в Бриндаване
Мужской колледж в Бриндаване, под Бангалором, был основан вскоре после открытия женского колледжа в Анантапуре. Его строительство было начато на просторном участке земли рядом с Бриндаваном под Вайтфилдом (пригород Бангалора).
Занятия вначале проводились во временных помещениях. Одновременно шло строительство основных зданий.
Саи Баба сам на всех этапах наблюдал за постройкой зданий, лабораторий, библиотеки и классных комнат. Он направлял исполнение всех возникающих требований — и в день торжественного открытия колледж выглядел безукоризненно, он был полностью оборудован и оснащён всем необходимым.
Кастури так описывает церемонию открытия: «9 июня 1969 г. колледж был торжественно открыт главой министерства штата Майсур Шри Вирендрой Патилом. В своей речи по случаю этого события доктор В. К. Гокак, ректор Бангалорского университета, филиалом которого стал открывающийся колледж, приветствовал открытие нового учебного заведения, назвав его „бриллиантом в короне Бангалорского университета“». (Впоследствии доктор Гокак был назначен ректором Института высшего образования Шри Сатьи Саи).

### Колледж Шри Сатья Саи в Прашанти Нилаям
В 1978 году пришло время основания третьего колледжа — в Путтапарти. В октябре 1980 года, в день Виджаядасами, состоялось его торжественное открытие.

### Создание Университета Шри Сатья Саи
Вскоре назрела необходимость объединения всех трёх колледжей в единый Институт высшего образования Шри Сатья Саи, что и произошло в 1981 году. Тогда же Институт Шри Сатья Саи получил статус Университета
В начале 2007 года Институт высшего образования Шри Сатья Саи был переименован в Университет Шри Сатья Саи
Являясь автономным учреждением, Университет Шри Сатья Саи был признан Министерством Образования, Правительством Индии и Комиссией по университетским грантам как Почетный Университет, согласно их официальному уведомлению № F9-11/81-U.3 dt.10.11.1981.
Почётный университет — это наименование статуса автономности, представляемого институтам и факультетам (кафедрам) различных университетов Индии, отличившимся особыми заслугами в области образования. Этот статус предоставляется Министерством высшего образования, Министерством развития человеческих ресурсов по рекомендации Комиссии по университетским грантам Индии, согласно разделу 3 Постановления Комиссии по университетским грантам 1956 года.
Университет Шри Сатья Саи был принят в постоянные члены Ассоциации индийских университетов (en:Association of Indian Universities) на основании их письма № 86/97596 от 20.4.1986
По данным The New Indian Express, обучение в университете Шри Сатья Саи бесплатное.

## Хронология
- 22 июля 1968 — Открытие колледжа для девушек в Анантапуре.
- 9 июня 1969 — Открытие мужского колледжа Шри Сатья Саи в Бриндаване, под Бангалором
- 28 ноября 1978 — заложен первый камень в основание строительства Сатья Саи колледжа Науки, Искусства и Коммерческой деятельности в Прашанти Нилаям
- октябрь 1980 — Открытие колледжа Шри Сатья Саи в Прашанти Нилаям
- 8 октября 1981 года в день Виджайядасами Бхагаван объявил, что с этого дня колледжи Прашанти Нилаяма и Анантапура получают статус кампусов нового университета.
- 22 ноября 1981 — Образование Института высшего образования Шри Сатья Саи; получение статуса Университета
- В 1984 году Бхагаван начал профессорско-докторантскую программу с целью подготовки Своих учителей.
- В 1986 году были разработаны программы по подготовке студентов на степень магистра экономики управления и степень бакалавра педагогики
- В декабре 2002 года группа экспертов из Государственной комиссии по оценке и аккредитации высших учебных заведений посетила институт и оценила работу института по наивысшей категории А++, на пять лет поместив его в группу индийских университетов наивысшего разряда.